# بيلانكور (مترو باريس)
بيلانكور (بالفرنسية: Billancourt)‏ هي محطة مترو تابعة لمترو باريس تقع في فرنسا في بولون-بيانكور.